# FIFA 18
FIFA 18 — 25-а футбольна гра з серії ігор FIFA, яка розробляється для платформ Windows, Nintendo Switch, PlayStation 4, PlayStation 3, Xbox One і Xbox 360. Передбачувана дата випуску — 29 вересня 2017 року. Особою гри буде гравець мадридського «Реала» і збірної Португалії Кріштіану Роналду.

## Видання
Гра доступна в трьох різних виданнях: стандартному (Standard Edition), «Роналду» (Ronaldo Edition) та «Ідол» (Icon Edition).
Гравці, які попередньо замовили першу версію, отримають до 5 великих золотих преміум-наборів FIFA Ultimate Team (по одному на тиждень протягом п'яти тижнів), Кріштіану Роналду в оренду на 5 матчів FUT і 8 особливих комплектів форми FUT.
Видання «Роналду» (Ronaldo Edition) дозволить почати грати на 3 дні раніше (з 26 вересня), надасть до 20 великих золотих преміум-наборів FIFA Ultimate Team (по 1 на тиждень протягом 20 тижнів), Кріштіану Роналду в оренду на 5 матчів FUT і 8 особливих комплектів форми FUT.
Видання «Кумир» (Icon Edition) дозволить почати грати на 3 дні раніше, отримати до 40 великих золотих преміум-наборів FIFA Ultimate Team (по 2 на тиждень протягом 20 тижнів), гравця команди тижня в оренду на 3 матчі FUT (по одному гравцю в оренду на 3 матчі протягом 20 тижнів), Кріштіану Роналду в оренду на 5 матчів FUT, Роналдо в оренду на 5 матчів FUT і 8 особливих комплектів форми FUT.

## Нововведення гри

### Геймплей
В цьому новому виданні, EA Sports вирішила поліпшити позиціонування гравців. Штучний інтелект покращився і тепер кожна команда, за яку ви будете грати, буде вибирати свою власну тактику. Наприклад, ФК Барселона буде вибирати тактику Тікі-така, в той час як Реал буде грати проти атаки.
FIFA 18 відтворює особистість кожного гравця на полі, беручи до уваги агресивність, рішучість або колективний аспект.

### Продовження Режиму «Історія»
До англійського чемпіонату (в сюжетному режимі в FIFA 17 був доступний тільки він) додадуться іспанський, німецький, бразильський, французький та американський. Головним героєм, як і раніше буде Алекс Хантер, але також з'явиться ще два іграбельних персонажа, зведена сестра Алекса Кім Хантер, а також друг Алекса Денні Вільямс.

### Графіка
В одному з демонстраційних роликів FIFA 18 під час матчу між командами «Бока Хуніорс» і «Рівер Плейт» частини поля біля секторів ультрас були всипані туалетним папером і уривками банерів. Подібні елементи повинні додати атмосферності у футбольні матчі, а також зробити симулятор FIFA 18 ще більш реалістичним.
Також, якщо вірити представникам EA Sports, вболівальники на трибунах будуть виконувати фанатські кричалки з реального життя, а сектори будуть увішані справжніми банерами.
Крім цього, фанати тепер будуть пересуватися по трибунах, потрапляти в об'єктиви камер і отримають деталізовані особи. Також розробники пообіцяли, що у фінальній версії FIFA 18 вони додадуть святкування голів з фанатами: футболіст, який забив гол, зможе не просто підбігти до сектору, а кинутися в обійми до фанів.
Також 12 серпня було оголошено що тепер в грі будуть прес-конференції з тренерами і гравцями, нагороди гравців і тренерів місяця в домашніх лігах. Ще при підписанні контракту з клубом все буде виглядати набагато реальніше, агент і гравець будуть розмовляти з президентом клубу і підписувати контракт, їх будуть зустрічати вболівальників і також буде більше реальних осіб тренерів, не тільки в АПЛ, але і в інших топ-5 ліг.

## Саундтрек[1]
- alt-J — Deadcrush
- Avelino — Energy feat. Skepta and Stormzy
- Bad Sounds — Wages
- Baloji — L ' Hiver Indien
- BØRNS — Faded Heart
- Cut Copy — Standing In The Middle Of The Field (Radio Edit)
- Django Django — Tic Tac Toe
- IDER — King Ruby
- Kimbra — Top Of The World
- Kovic — Drown
- Lorde — Supercut
- Mondo Cozmo — Automatic
- Mura Masa — helpline feat. Tom Tripp
- ODESZA — La Ciudad
- Off Bloom — Falcon Eye
- Oliver — Heart Attack feat. De La Soul
- Outsider — Miol Mor Mara
- Perfume Genius — Slip Away
- Phantoms — Throw It In The Fire
- Portugal. The Man — Live In The Moment
- RAC — Beautiful Game feat. St. Lucia
- Residente — Dagombas en Tamale
- Rex Orange County — Never Enough
- Run The Jewels — Mean Demeanor
- Sir Sly — &Run
- Slowdive — Star Roving
- Sneakbo feat. Giggs — Active
- Sofi Tukker — Best Friend feat. NERVO, The Knocks, and Alisa UENO
- Superorganism — Something For Your M. I. N. D.
- Tash Sultana — Jungle
- Témé Tan — Ça Va Pas La Tête?
- The Amazons — Stay With Me
- The National — The System Only Dreams In Total Darkness
- The War On Drugs — Holding On
- The xx — Dangerous
- Tom Grennan — Found What i've Been Looking For
- Toothless — Sisyphus
- Vessels — Deflect The Light feat. The Flaming Lips
- Washed Out — Get Lost

## Команди[2]

### Ліги
У порівнянні з минулою частиною в FIFA 18 була включена третя ліга Німеччини з футболу.

### «Інший світ»
- АЕК
- Олімпіакос
- Панатінаїкос
- ПАОК
- Кайзер Чіфс
- Орландо Пайретс
- ХІК
- Шахтар
- Спарта
- Adidas All-Star
- MLS All Stars
- World XI

## Збірні

### Збірні команди чоловіків
Всього в FIFA 18 присутній 51 національна збірна, з них 32 повністю ліцензовані, ще 19 збірних частково ліцензовані — у них реальні склади і гравці, але неліцензовані форми та емблеми. Порівняно з FIFA 17 в гру були включені збірна Ісландії, збірна Нової Зеландії і збірна Саудівської Аравії.

### Збірні команди дівчат
У FIFA 18 представлено 15 національних жіночих збірних:
- Австралія
- Англія
- Бразилія
- Німеччина
- Іспанія
- Італія
- Канада
- Китай
- Мексика
- Нідерланди
- Нова Зеландія
- Норвегія
- США
- Франція
- Швеція

## ТВ-графіка[3]
Кілька турнірів у FIFA 18 мають ліцензоване оформлення трансляцій. Порівняно з FIFA 17 з'явилося ТВ-оформлення для чемпіонату Іспанії і MLS, але прибрана графіка чемпіонату Німеччини.
- Прем'єр-ліга
- Кубок Англії
- MLS
- Приклад